# أندريه جراباركزيك
أندريه جراباركزيك (بالبولندية: Andrzej Grabarczyk)‏ هو منافس ألعاب قوى بولندي، ولد في 12 يناير 1964 في Poddębice ‏ في بولندا، وتوفي في 17 يوليو 2016 في وودج في بولندا.

## وصلات خارجية
- أندريه جراباركزيك على موقع الاتحاد الدولي لألعاب القوى (الإنجليزية)
- أندريه جراباركزيك على موقع اللجنة الأولمبية الدولية (الإنجليزية)
- أندريه جراباركزيك على موقع أوليمبيديا (الإنجليزية)
- أندريه جراباركزيك على موقع اللجنة الأولمبية البولندية (مؤرشف) (البولندية)